# (1673) van Houten
(1673) van Houten est un astéroïde de la ceinture principale découvert par Karl Wilhelm Reinmuth le 11 octobre 1937 à l'Observatoire du Königstuhl près de Heidelberg. Il a été ainsi baptisé en hommage à l'astronome néerlandais Cornelis Johannes van Houten.

## Caractéristiques
Sa distance minimale d'intersection de l'orbite terrestre est de 1,568450 ua.